# Univers de Highlander
Pour les articles homonymes, voir Highlander.
L’univers de Highlander est un univers de fiction dans lequel évoluent les personnages de Highlander, un film américain de Russell Mulcahy sorti en 1986. Le film a connu beaucoup de succès et a engendré de très nombreux produits dérivés (séries télévisées, romans, et de dessins animés.

## Univers

### Règles
On ne sait pas qui est le premier Immortel, mais on sait que tous les Immortels ont un maître (ou une maîtresse), personne qui leur a appris leur condition et leurs règles.[réf. nécessaire] La première de ces règles est comme suit : « Il ne doit en rester qu'un »,. Pour survivre, un immortel doit affronter un autre immortel dans un combat singulier à l'épée dont l'issue est la mort de l'un par décapitation. Aucun combat ne doit avoir lieu sur une terre sacrée. L'immortel doit toujours garder son épée sur soi. Il ne peut avoir de descendance et est condamné à voir mourir les personnes auxquelles il tient.

### Quickening
La définition officielle des producteurs est la suivante : « Un Immortel ne peut être tué que par décapitation. Lorsqu'un Immortel est tué, son vainqueur reçoit sa puissance et son essence à travers un processus mystique connu sous le nom de « Quickening ». La puissance du Quickening est équivalent à une décharge électrique de grande ampleur. Les fenêtres explosent, l'éclairage saute, des courts-circuits sont provoqués, etc. C'est à peu près comme si l'Immortel victorieux se trouvait au centre d'une tempête de lumière. »
Le Quickening se produit donc quand un Immortel décapite un autre Immortel dans un combat singulier sur une terre non sacrée. Le pouvoir de l'Immortel décapité renforce le pouvoir de l'Immortel décapiteur. Certains Quickenings sont qualifiés de Quickenings noirs. Cela arrive après qu'un Immortel a décapité trop d'Immortels « mauvais ». Il y a comme une « surcharge ». L'Immortel est alors affecté dans son comportement et devient alors lui-même mauvais en reprenant les différentes personnalités des immortels décapités (c'est ce qui est arrivé à MacLeod lorsqu'il a décapité James Coltec, lequel avait lui-même reçu une telle surcharge de noirceur après avoir combattu et tué des Immortels « mauvais »). Inversement, il existe des Quickenings blancs. Après avoir décapité un Immortel bon, l'Immortel décapiteur devient bon (cas de Darius).

### Terre sacrée
Les Immortels ne peuvent pas se battre sur un territoire sacré. C'est une règle, mais aussi une réalité. Dans le film Highlander 3, deux Immortels dégainent leurs armes dans un lieu sacré japonais et immédiatement un éclair venu de nulle part leur rappelle la règle. Dans la série télévisée homonyme, le guetteur Joe Dawson signale l'existence de Chroniques remontant à l'époque de la grande éruption volcanique du Vésuve qui recouvrit la ville de Pompei. Dans cette Chronique, il est mentionné que des Immortels se seraient battus sur une terre sacrée quelques instants avant l'éruption.
Il existe une terre sacrée où se réunissent tous les Immortels qui veulent se mettre hors-jeu : c'est le Sanctuaire (site mentionné dans Highlander : Endgame). Dans ce lieu, les Immortels s'isolent, ils s'injectent une drogue qui les fait dormir, le temps qu'on les attache sur une planche en métal et qu'un casque relié à une machine leur soit posé sur la tête. Durant ce temps, ils sont comme plongés en léthargie, mais en restant conscient : c'est ainsi que l'on voit Connor re-songer à sa vie dans les Highlands. Il semble aussi que tant qu'ils sont reliés, ils peuvent vieillir, on voit d'ailleurs dans le film que la barbe a poussé sur le visage de Connor. À part Duncan, le lieu est connu de tous les Immortels et des Guetteurs. Methos, de par son extrême longévité, connaît son existence : « Tu as entendu parler de ces moines bouddhistes qui se retirent dans un lieu où ils ne pourront faire de mal à aucune créature, eh bien, il existe un endroit similaire pour les Immortels qui ne veulent plus faire partie du jeu. Ça s'appelle le Sanctuaire. C'est une façon pour eux de se mettre hors-jeu ». Dans le film, le Sanctuaire sera violé par Jacob Kell.
Une terre sacrée est donc un lieu neutre où les Immortels peuvent se rencontrer sans craindre pour leur vie. Car tous les Immortels même les plus mauvais, respectent cette règle, à l'exception de Jacob Kell, pour le Sanctuaire et de Kane dans un sanctuaire bouddhiste où le katana de Connor MacLeod sera brisé lors d'un affrontement (voir Highlander 3).

### Physiologie
Les Immortels diffèrent des mortels comme suit :
- Ils (ou elles) sont stériles ;
- Ils guérissent rapidement de presque n'importe quelle blessure ;
- Ils ne vieillissent pas, après leur première résurrection ;
- Ils ne peuvent être tués que par décapitation ;
- Ils peuvent ressentir la présence d'un autre Immortel par une sensation à la fois en eux et autour d'eux.

Dans le premier film, les immortels ne meurent pas, ils peuvent vivre sans manger, ni boire, ni même respirer. Dans la série, les immortels meurent comme les mortels, mais ressuscitent tant qu'ils ne sont pas décapités.

### Acquisition de l'immortalité
S'il semble que le statut d'Immortel soit inné, un immortel n'acquiert les caractéristiques précédentes que lorsqu'il meurt d'une mort violente. Le film Highlander: Endgame laisse sous-entendre qu'un Immortel qui ne mourrait pas violemment pourrait mener une vie normale, voire avoir des enfants, jusqu'à mourir de vieillesse. Il montre également qu'un Immortel peut détecter l'immortalité chez un autre Immortel n'ayant pas subi sa première mort violente. Cela est confirmé dans la série quand Richie Ryan devient Immortel : après sa mort violente, Duncan MacLeod lui révèle qu'il le savait déjà (et c'est pour cette raison qu'il l'avait pris sous son aile). Dans un autre épisode, une allusion est faite aussi à un pré-immortel : une pianiste que son mentor voudrait figer au sommet de sa virtuosité. De plus, cela explique pourquoi le Kurgan veut tuer Connor MacLeod dans le film Highlander alors qu'il n'est pas encore Immortel.
L'arrêt du vieillissement s'effectue à l'âge de cette première mort violente. Ainsi la série présente-t-elle un Immortel qui a gardé, même après des centaines d'années, les traits et la taille d'un jeune garçon, et qui s'est servi de son apparence pour tromper la vigilance de plusieurs de ses mentors afin de prendre leur tête (il s'agit de l'immortel Kenneth,).

### Guetteurs

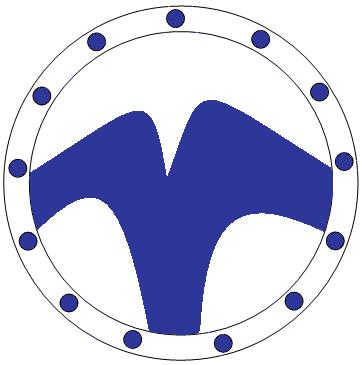
Tatouage des Guetteurs

Les Guetteurs sont une société secrète s'étant donné pour mission d'écrire secrètement les chroniques des Immortels, en les observant sans jamais interagir avec ces derniers. Ils portent un tatouage au poignet gauche, marque de leur fonction. Leurs activités sont découvertes par Duncan MacLeod dans la série télévisée, via l'aide de Darius. Par la suite, Joe Dawson, guetteur de Duncan MacLeod, va régulièrement enfreindre les règles des Guetteurs.
Il y a également les guetteurs rebelles. C'est un groupe de Guetteurs dissidents qui perçoivent les Immortels comme une menace pour l'humanité. Ils ont décidé de tous les éliminer.

### Prix
La première règle des immortels est qu'ils doivent s'affronter en duel jusqu'au dernier. La réplique consacrée est « Il ne peut en rester qu'un ! » Le dernier immortel gagnera le Prix qui serait, selon le film Highlander, le retour, de pouvoir finir sa vie en vieillissant. A priori, le seul fait que des Immortels continuent de naître devrait les entrainer dans une lutte sans fin, et donc sans vainqueur. Toutefois, dans le premier film, Highlander, Ramirez explique à Connor que si le Kurgan arrive à gagner le prix, il pourrait régner sur l'humanité, tandis que dans le pilote de la série, La Rencontre, Connor explique que si Slam Quince gagne le prix, il pourrait aussi dominer l'humanité. Donc, le prix serait la possibilité de devenir le maître de l'humanité et de régner sur elle. En outre, dans Highlander 1592, Ramirez explique à Connor que cela entraînera une ère d'obscurité pour l'humanité si quelqu'un comme Kurgan gagne le prix, et Connor, dans La Rencontre, explique la même chose à Duncan et Tessa concernant Slam Quince. Le Prix serait, alors, le droit de régner sur l'humanité, ou le droit de vivre en paix pour les « bons » Immortels.
Cependant, dans le film Highlander : Le Gardien de l'immortalité, Duncan MacLeod affronte le Gardien qui a pour but de protéger la Source (lieu mythique qui détiendrait le secret du pouvoir des Immortels et à partir duquel il serait possible de ramener l’harmonie dans le monde à l’occasion d’un formidable alignement de tous les objets stellaires de la galaxie). Après cela, Duncan découvre que le véritable pouvoir de la Source est en fait d'offrir à ce dernier Immortel la possibilité d'avoir un enfant. Le fait est que, finalement, le prix serait peut-être la possibilité de créer la vie, d'avoir un enfant, et cet enfant serait peut-être celui qui est nommé « l'Élu », qui règnera sur l'humanité.